# Albert VI. Habsburški
Albert VI. Habsburški (Beč, 18. prosinca 1418. – Beč, 2. prosinca 1463.) iz dinastije Habsburg bio je austrijski nadvojvoda, vladar Prednje Austrije i vojvoda Austrije iznad i ispod rijeke Enns te najveći suparnik svoga starijega brata Fridrika III. oko borbe za vlast. U 19. st. dobio je nadima "Rasipni".